# Алгоритм швидкої оболонки
Алгоритм швидкої оболонки — метод обчислення опуклої оболонки скінченної множини точок на площині. Використовує підхід «розділяй та володарюй», який полягає в тому, що задача розбивається на підзадачі приблизно однакового розміру. Аналогічний метод, використовується в алгоритмі швидкого сортування, звідси така назва.
Складність алгоритму буде {\displaystyle O(n*\log(n))}, якщо кількість елементів підзадач буде лінійно зменшуватись зі сталим коефіцієнтом k<1. В найгіршому випадку швидкість буде O(n2) (квадратична).

## Алгоритм

Кроки 1-2: Через крайні ліву та праві точки проводимо лінію, яка поділить точки на дві множини

Кроки 3-5: Знаходження максимальної відстані до точки, яка знаходиться не всередині трикутника та не на його межі

Кроки 6: Рекурсія, поки жодної точки, що задовольняє умовам, не залишиться

Алгоритм можна розбити на наступні етапи:
1. Знайти точки з мінімальною і максимальною {\displaystyle x} координатою, вони зобов'язані бути частиною опуклої оболонки.
2. Використовуючи лінію, утворену двома точками розділити всю множину точок на дві підмножини, які будуть оброблятися рекурсивно.
3. Визначити точку, на одній стороні лінії, з максимальною відстанню від лінії. Знайдені до цього дві точки утворюють з цією точкою трикутник з найбільшою площею.
4. Точки, що лежать всередині цього трикутника не може бути частиною опуклої оболонки і, отже, можуть бути проігноровані в наступних кроках.
5. Повторіть попередні два кроки для двох ліній, утвореного трикутника (окрім початкової лінії).
6. Продовжуйте робити так доти, поки більше точок не залишиться, у кінці рекурсії, вибрані точки, складуть опуклу оболонку.

### Переваги
- Алгоритм легко розпаралелити.
- Алгоритм узагальнюється на довільну розмірність.

### Недоліки
- Висока квадратична трудомісткість в найгіршому випадку.

## Псевдокод
```
procedure
 
otochka
(
tochky
)

	
begin

		
A
 
:=
 
крайня
 
ліва
 
точка

		
B
 
:=
 
крайня
 
права
 
точка

		
s1
 
:=
 
множина
 
точок
 
з
 
правої
 
сторони
 
AB

		
s2
 
:=
 
множина
 
точок
 
з
 
лівої
 
сторони
 
AB

		
return
 
[
A
]
 
+
 
QuickHull
(
A
,
 
B
,
 
s1
)
 
+
 
[
B
]
 
+
 
QuickHull
(
B
,
 
A
,
 
s2
)
;

	
end
;

procedure
 
QuickHull
(
A
,
 
B
,
 
tochky
)

	
begin

		
C
 
:=
 
найбільш
 
віддалена
 
точка
 
від
 
прямої
 
AB

		
s1
 
:=
 
множина
 
точок
,
 
яка
 
знаходиться
 
на
 
праворуч
 
від
 
відрізка
 
AC

		
s2
 
:=
 
множина
 
точок
,
 
яка
 
знаходиться
 
на
 
праворуч
 
від
 
відрізка
 
CB

		
return
 
QuickHull
(
A
,
 
C
,
 
s1
)
 
+
 
[
C
]
 
+
 
QuickHull
(
C
,
 
B
,
 
s2
)
;

	
end
;

```